# Никонова, Галина Леонидовна
Никонова, Галина Леонидовна (при рождении Новикова; род. 24 марта 1950 — 13 апреля 2015) — кандидат филологических наук, доцент, заслуженный работник образования Чувашской Республики, организатор культурной жизни Чувашии. Она была продолжателем традиций семьи композиторов Василия Петровича и Геннадия Васильевича Воробьёвых, основоположников чувашской профессиональной музыки. Основоположник культурологического образования в Чувашской республике.

## Биография
Галина Леонидовна Никонова родилась в 1950 году и скончалась в 2015 году. Окончила с отличием филологический факультет ЧГПИ им. И. Я. Яковлева в 1971 году, а также аспирантуру при кафедре русской литературы Московского областного педагогического института им. Н. К. Крупской в 1983 году. С 1972 года и вплоть до своей кончины работала в ЧГПУ им. И. Я. Яковлева, где последовательно занимала должности преподавателя, доцента и заведующей кафедрой. В 2003 г. она создала кафедру культурологии и МХК в ЧГПУ им И. Я. Яковлева. Автор проекта серии «Художники Чувашии». Основные научные интересы Никоновой включали историю культуры и литературы, начиная с античных времен и заканчивая современностью. За свою карьеру она опубликовала свыше 80 научных работ, включая учебные пособия и монографии.

## Просветительская деятельность
Никонова активно занималась культурным просвещением, реализуя собственные идеи и профессиональные возможности. Ее усилия привели к созданию научно-образовательного культурного центра Приволжского региона, объединившего представителей родственных кафедр из городов Йошкар-Олы, Нижнего Новгорода, Санкт-Петербурга и Москвы. Под руководством Никоновой были проведены многочисленные международные и всероссийские конференции, направленные на изучение этнокультурных ценностей в образовании, а также на взаимодействие мировой, национальной и региональной культур в синхронии и диахронии.

## Вклад в развитие науки
Никонова возглавила формирование научной школы по исследованию культуры Чувашии в разных аспектах. Впервые были организованы исследования творчества известных чувашских художников. Без активного участия Никоновой не проходила ни одна значимая выставка произведений изобразительного искусства. Будучи продолжательницей традиций своей семьи, она следовала примеру выдающихся композиторов Василия Петровича и Геннадия Васильевича Воробьёвых, основателей чувашской профессиональной музыки.

## Семья
- дочь Наталия
- дедушка и дядя В. П. и Г. В. Воробьёвы (основоположники чувашской профессиональной музыки).

## Память
В подкасте АН ТА КАЛА (выпуск «Про культурологическое образование в Чувашии: доцент Александра Никитина (ЧГПУ им. Яковлева)») была затронута деятельность Г. Л. Никоновой.
В подкасте медиацентра Studline «Культурно посидели» (выпуск 1 «Разговор о современной Чувашской культуре», выпуск 3 «Моисей Спиридонов: история выдающегося чувашского художника») была затронута деятельность Г. Л. Никоновой.
4 марта факультет истории, филологии, управления и права ЧГПУ им. И. Я. Яковлева проводит научно-методический семинар «Актуальные вопросы культурологии, литературоведения и культурологического образования». Семинар посвящен 75-летию со дня рождения заслуженного работника образования Чувашской Республики, кандидата филологических наук, доцента Галины Леонидовны Никоновой.
О любимой учительнице руководителя телеканала «Вести-Чебоксары» Екатерины Канюка — Отделение журналистики Чувашского государственного университета имени И. Н. Ульянова